# Classification et catégorisation de documents
La classification et catégorisation de documents est l'activité du traitement automatique des langues naturelles qui consiste à classer de façon automatique des ressources documentaires, généralement en provenance d'un corpus.
Cette classification peut prendre une infinité de formes. On citera ainsi la classification par genre, par thème, ou encore par opinion. La tâche de classification est réalisée avec des algorithmes spécifiques, mis en œuvre par des systèmes de traitement de l'information. C'est une tâche d'automatisation d'un processus de classement, qui fait le plus souvent appel à des méthodes numériques (c'est-à-dire des algorithmes de recherche d'information ou de classification de type mathématique).
L'activité de classification de documents est essentielle dans de nombreux domaines économiques : elle permet d'organiser des corpus documentaires, de les trier, et d'aider à les exploiter dans des secteurs tels que l'administration, l'aéronautique, la recherche sur internet, les sciences.

## Méthodologie
Le déploiement d'un système de classification repose sur plusieurs étapes. On peut les schématiser ainsi :
- Définition des classes (exemple : catégories "Sport", "Politique", "Diplomatie", ou encore Opinion "bonne/mauvaise")
- Apprentissage des classes avec un système de classification en utilisant un corpus d'apprentissage
- Évaluation des performances du système avec un corpus de test

### Méthodes algorithmiques
Comme toute tâche de classification, la catégorisation de documents peut être réalisée en mode supervisé, ou non supervisé. En mode supervisé, des éléments prédéfinis seront utilisés pour classer un document : ce peut être un index, ou encore un dictionnaire de mots correspondant à une classe particulière et servant à préétiqueter les documents. En mode non supervisé, c'est sur la phase d'apprentissage que reposera l'entraînement du classifieur, et ses performances ultérieures.
On utilise dans les systèmes de classification de document des algorithmes numériques. Les plus performants sont ceux à base de SVM ou encore de Boosting (qui reposent sur AdaBoost). D'autres méthodes de mesure de similarité (tel que la similarité cosine), ou encore probabiliste (les classifieurs bayésiens naïfs) peuvent également être mises en œuvre. On utilise dans les systèmes les plus performants une combinaison de plusieurs systèmes de classification départagés par une méthode de vote[réf. souhaitée].
La classification peut aussi se faire en se basant sur des méthodes de résumé de features par vectorisation de texte ou transformé sous forme matricielle tel :
- la sémantique vectoriel ou modèle vectoriel du texte,
- l'Analyse sémantique latente,
- les méthodes doc2vec[1] ou sentence2vec, basé sur word2vec.

Ou la classification peut directement se faire par réseau de neurones récurrents impliquant généralement word2vec.

### Mesures de performances

#### Métriques
On évalue les performances des systèmes de classification de documents avec des mesures telles que la précision et le rappel, ou encore le F-Score.

#### Évaluation scientifique
Les chercheurs qui travaillent sur la classification de documents participent à des conférences nationales ou internationales, ainsi qu'à des campagnes d'évaluation. En France, la campagne DEFT (Défi fouille de texte) permet chaque année à des équipes de chercheurs de mesurer les performances de classification sur des tâches variées (genre, catégories, opinions, segmentation).
En Amérique du Nord, la conférence la plus connue est Trec.